# Трушникова, Ольга Анатольевна

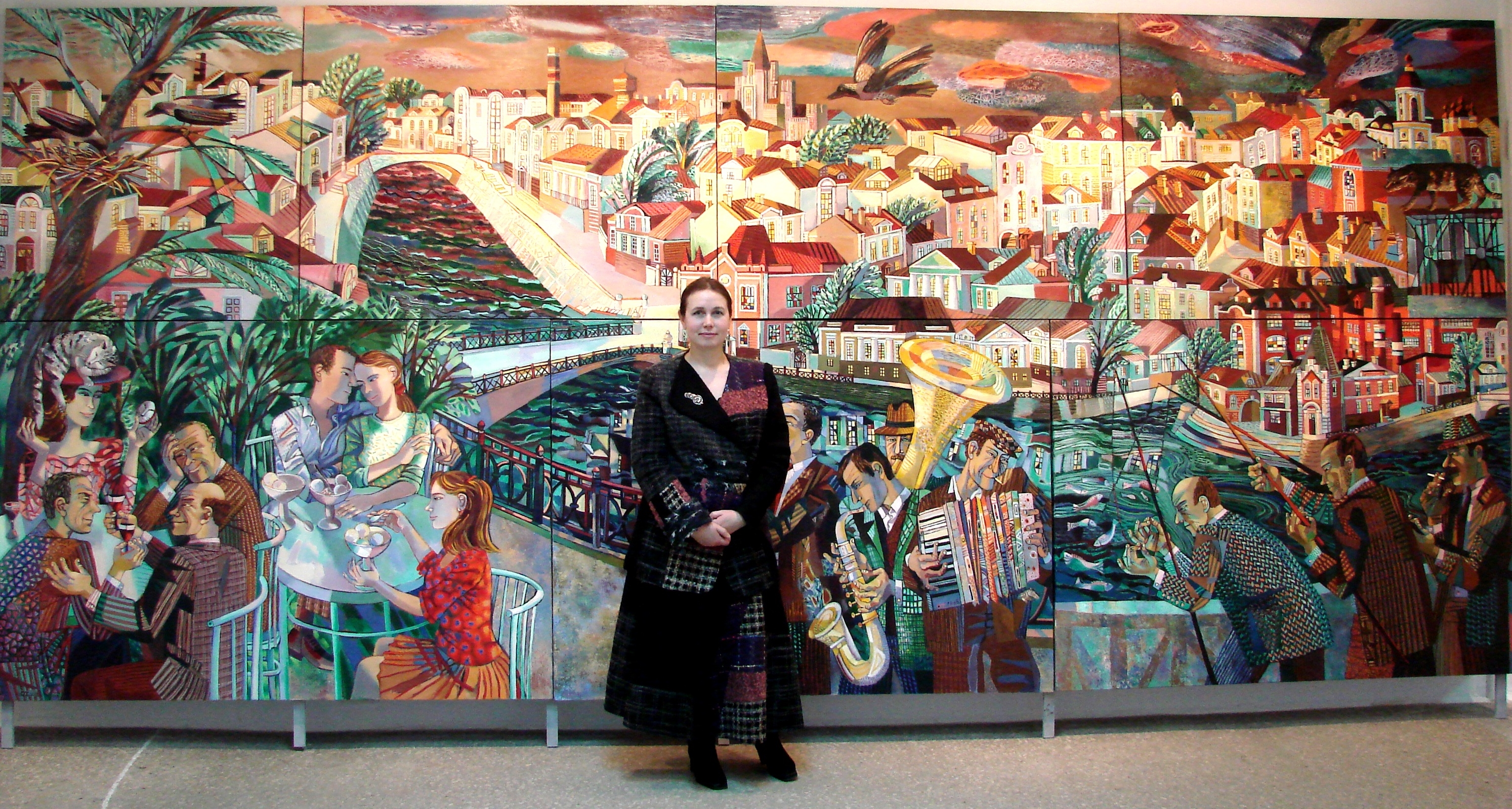
Ольга Трушникова и ее картина "Город" на выставке в Тольяттинском художественном музее.

Ольга Анатольевна Трушникова (род. 14 октября 1963 года, Ульяновск, РСФСР, СССР) — российский художник, член-корреспондент Российской академии художеств (2012).
Муж — российский художник и скульптор, член-корреспондент Российской академии художеств (2012) Сергей Владимирович Манцерев (род. 1957).

## Биография
Родилась 14 октября 1963 года в Ульяновске.
В 1983 году — окончила Пензенское художественное училище имени К. А. Савицкого, в 1991 году — Московский государственный художественный институт имени В. И. Сурикова, мастерская станковой живописи под руководством академика Т. Т. Салахова (1991 г.)
С 1995 года — член Московского союза художников.
В 2012 году — избрана членом-корреспондентом Российской академии художеств от Отделения живописи.

### Основные произведения в станковой живописи
«Город», холст масло, 250х560 см (2008 г.), «Марк Шагал в Витебске», холст масло, 120х160 см, (2012 г.), «Волшебные миры Анри Руссо», холст масло, 160х360 см, (2016 г.), «Ван Гог. Подсолнухи Арля», холст масло, 120х250см (2017 г.), «Вечер на Таити. Поль Гоген», холст масло, 125х160см (2012 г.), «В мастерской Павла Филонова», холст масло, 129х164 см. (2015 г.), «Ночь на Ивана Купалу», холст масло, 173х143 см, (2010г), «Рыбацкий рынок на Волге», холст масло,110х160 см, (2007 г.), «Ночной разговор с Ангелом Хранителем» холст масло, 84х104см (2018), «Похищение Европы», холст масло, 140х180см (2020г) и др.
Основные произведения в станковой скульптуре
Проект под названием "Деревенская свадьба": "Жених" 125 см, "Невеста" 120 см, "Ужин" 117см, "Утро" 154см, "Вечер" 140см, "Трубящий ангел" 150см, "Гармонист" 80см. Большие фигуры над маленькими домами, садами и заборами подчеркивают значимость человека, а не его окружения. 
Скульптуры выполнены в технике: дерево, левкас, темпера, лак.
Лоскутные панно
Ольга Трушникова создала серию работ в лоскутной технике, посвященный библейским сюжетам: "Песнь Давида" 155х212 см, "Светлое Рождество" 160х200 см, "Чудесный улов" 172х190 см, "Возьми яблочко, любимый..."150х173 см, "Адам и Ева" 187x159 см, "Музыканты" 166х140 см, "Сусанна и старцы" 143х155 см и др.
Произведения находятся в собраниях Ульяновского, Зеленоградского и Тольяттинского художественных музеев, а также в частных коллекциях в России и за рубежом.